# Rise (beeld)
Rise is een zes meter hoog vorm van kunst in de openbare ruimte in Amsterdam Nieuw-West.
Het beeld vormt een soort poort in het voetpad van de kruising Dr. H. Colijnstraat en de Beerenbrouckstraat richting Eendrachtspark. Hier was een olifantenpad ontstaan in een enigszins ruw terreintje, dat schril afstak tegen het enorm appartementencomplex Parkrandgebouw uit 2002-2007 ontworpen door MVRDV. De wijk zelf dateert uit de tijd dat stadsfotograaf Jusopo Muhamad Arsath Ro'is hier nog zand fotografeerde. Bewoners wilden op dat onbestemd terreintje wel een uiting van kunst. Caroline Ruijrok en Sajoscha Talirz ontwierpen een poort gelijkend op een bloemkelk. Het beeld werd neergezet op een stevige fundering. De constructie weegt 7000 kilo en zou zo wegzinken in de slappe grond. De buitenzijden van het beeld zijn gemaakt van cortenstaal, roestbruin en niet-reflecterend; de binnenzijden zijn gemaakt van roestvast staal, licht en reflecterend. In de omgeving werd het beeld aangevuld met natuurstenen plaveisel waarin in reliëf de handlijnen zijn verwerkt van buurtbewoners die tijdens de ontwerpfase belangstelling toonden en langs kwamen. Voor de fabricage moesten uitgeweken worden naar een scheepssnijbedrijf in Joure. Volgens de kunstenaars is de vorm en het licht- en donkerspel er de reden van dat je steeds een nieuwe indruk krijgt op welke manier je ook langs het beeld loopt, fietst of rijdt. Door de ronde vorm steekt het beeld af van de rechthoekige bouwwerken en stadsplattegrond in de omgeving.
Dat het gebied hier eeuwenlang diende voor landbouw en veeteelt was binnen een jaar goed te merken; de vruchtbare bodem zorgde ervoor dat het plaveisel direct overwoekerd werd door lage struiken. Ook groeiden er direct kleine planten tussen de tegels van het voetpad.

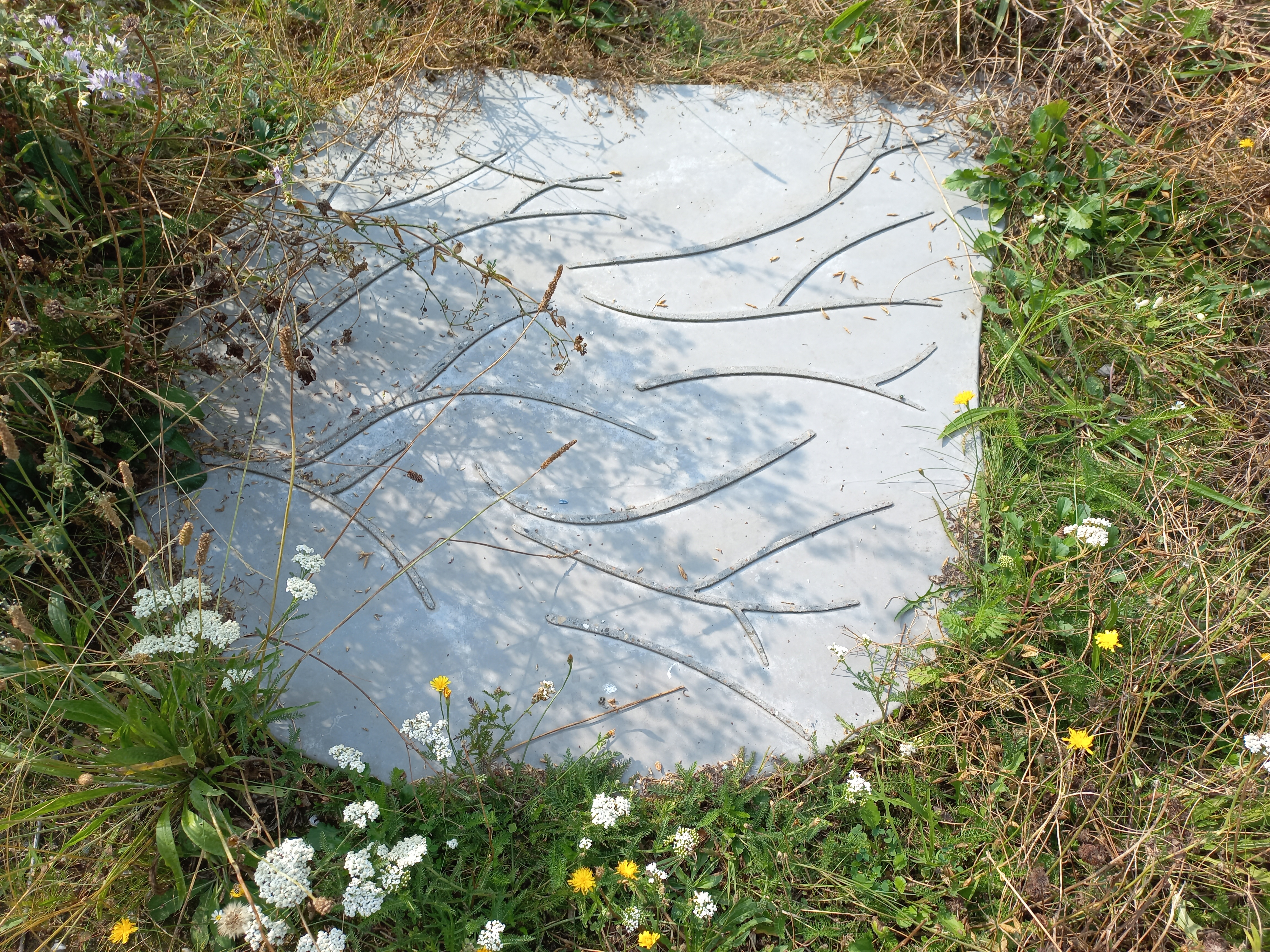
Handlijn in steen raakt overwoekerd (augustus 2024)